# أوليفر هيل
أوليفر هيل (بالإنجليزية: Oliver Hill)‏ هو لاعب كرة قاعدة أمريكي، ولد في 16 أكتوبر 1909 في بودر سبرينغز في الولايات المتحدة، وتوفي في 20 سبتمبر 1970 في ديكاتور في الولايات المتحدة.

## وصلات خارجية
- أوليفر هيل على موقعبيزبول رفرنس.كوم (الدوري الرئيسي) (الإنجليزية)
- أوليفر هيل على موقعبيزبول رفرنس.كوم (الدوري الثانوي) (الإنجليزية)